# Льєзьке єпископство
50°40′00″ пн. ш. 5°30′00″ сх. д. / 50.66666667° пн. ш. 5.5° сх. д.
Льє́зьке єпи́скопство (лат. Principatus episcopalis Leodiensis) — у 980–1789 роках князівство-єпископство з центром у Льєжі, на території Нижніх Земель. Складова Священної Римської імперії. Займало терени сучасних бельгійських провінцій Льєж і Лімбург, а також ексклавів в інших районах Бельгії і Нідерландів. Створене на основі Льєзької діоцезії, яка існувала з 340-х років. Керувалося єпископами Льєзькими, які 980 року отримали князівський титул. Єпископ Льєжа набув світську владу над графством Юї в X столітті. Розширилося за рахунок Буйона в 1096 році, графства Лоон в 1366 році і графства Горн в 1568 році. Єпископство не входило ні до складу Республіки Сполучених провінцій, ні в Південних Нідерландів, але на його політику сильний вплив мали герцоги Бургундії, а, пізніше, — Габсбурги. З XVI ст. належало до Вестфальського округу імперії. Ліквідоване 1789 року в ході Льєзької революції. Відновлене у 1791–1792 і 1793–1795 роках. Остаточно ліквідоване 1795 року внаслідок французької анексії.

## Назва
- Леоді́йське князі́вство-єпи́скопство (лат. Principatus episcopalis Leodiensis) — історична назва; за латинською назвою міста-катедри.
- Лю́ттіське князі́вство-єпи́скопство (нім. Fürstbistum Lüttich), або Лю́ттіське єпи́скопство (нім. Hochstift Lüttich) — історична назва; за німецькою назвою міста-катедри.
- Льє́зьке князі́вство-єпи́скопство (фр. principauté épiscopale de Liège) — сучасна назва; за французькою назвою міста-катедри.
- Лі́цьке князі́вство-єпи́скопство (валлон. Principåté d 'Lidje)
- Ле́йцьке князі́вство-єпи́скопство (нід. prinsbisdom Luik)

## Історія
- 343: заснування Льєзької / Люттіської діоцезії[1].
- 14 квітня 972: єпископ Льєзький Нотгер отримує титул князя Священної Римської імперії і стає васалом імператора[1].
- 5 квітня 1361: Льєзьке єпископство де-факто приєднує території графств Луз і Горн[1].
- 21 вересня 1366: Льєзьке єпископство де-юре приєднує території графств Луз і Горн[1].
- 2 липня 1500: Льєзьке єпископство увійщло до складу Нижньорейнсько-Вестфальського округу Священної Римської імперії[2].
- 18 серпня 1789: початок Льєзької революції. Льєзьке єпископство повалене[1].
- 30 листопада 1789 — 16 квітня 1790: територія Льєзького єпископства захоплена військами Прусського королівства.
- 12 січня 1791: територія Льєзького єпископства захоплена військами Священної Римської імперії (Австрії). Льєзьке єпископство відновлене[1].
- 28 листопада 1792: Льєзьке єпископство захопили війська Французької республіки[1].
- 5 березня 1793:  територія Льєзького єпископства повторно захоплена австрійськими військами. Льєзьке єпископство відновлене[1].
- 8 травня 1793: Конвент Франції проголосив декрет про приєднання Льєзького єпископства, над територією якого втратила контроль[1].
- 27 липня 1794: французи вибили австрійців з Льєзького єпископства, остаточно ліквідували його, а території визначили як Льєзький район (нім. arrondissement de Liège) у складі Бельгійських провінцій[1].
- 1 жовтня 1795: Франція оголосила формальну анексію Льєзького району. Землі колишнього єпископства були поділені між французькими департаментами Урт і Нижній Маас. Згодом Льєзький район став частиною Бельгії[1].